# Golfens världsrankning, damer
För herrarnas ranking i golf, se Golfens världsranking, herrar
Golfens världsranking för damer, Rolex Rankings, är sanktionerad av Ladies Professional Golf Association, Ladies European Tour, Ladies Professional Golfers Association of Japan, Korea Ladies Professional Golf Association och Australian Ladies Professional Golf samt Futures Tour och Ladies Golf Union. Rankingen omfattar både amatörer och professionella spelare.

## Historik
Beslut om en gemensam ranking för världens golfdamer togs på den första World Congress of Womens Golf i maj 2004 och den liknar mycket herrarnas världsranking.

## Beräkning av poäng
För att en spelare ska rankas så måste hon ha spelat minst 15 tävlingar på någon av de fem stora tourerna de senaste 104 veckorna. De poäng spelaren erhåller beror på styrkan på startfältet i tävlingarna. Vissa tävlingar ger fler poäng än andra. De fyra majortävlingarna har fast poängsättning och i dessa tävlingar får alla spelare som klarar cutten poäng.
Det antal poäng som en tävling ger beror på styrkan på spelarna som deltar i tävlingen och hur dessa ligger till på golfens världsranking och penningligorna på respektive tour. Till exempel så kan bedömningen göras av hur många av spelarna i en tävling som ligger bland de 200 bästa på rankingen i kombination med hur många spelare som ligger bland de 50 bästa i penningligan.
Poängen på rankinglistan visar intjänade poäng dividerat med det antal tävlingar som spelaren har ställt upp i. Poängen som har tjänats in under de senaste 13 veckorna väger tyngre än tidigare intjänade poäng.

## Ranking
Den första officiella rankingen presenterades 28 juni 2010. Den första ledaren var Cristie Kerr.
Ställning 28 juni 2010
| Rank | Ändra | Spelare          | Land       | Points |
| ---- | ----- | ---------------- | ---------- | ------ |
| 1    | ▲4    | Cristie Kerr     | USA        | 10.45  |
| 2    | ▼1    | Ai Miyazato      | Japan      | 10.33  |
| 3    | ▼1    | Jiyai Shin       | Sydkorea   | 9.57   |
| 4    | ▼1    | Suzann Pettersen | Norge      | 9.09   |
| 5    | ▼1    | Yani Tseng       | Taiwan     | 8.47   |
| 6    | ▬     | Anna Nordqvist   | Sverige    | 7.62   |
| 7    | ▲1    | Karrie Webb      | Australien | 6.88   |
| 8    | ▲3    | Song-Hee Kim     | Sydkorea   | 6.72   |
| 9    | ▼2    | Michelle Wie     | USA        | 6.63   |
| 10   | ▼1    | Angela Stanford  | USA        | 6.41   |